# Uczniowski Klub Sportowy Samuraj Konin
Uczniowski Klub Sportowy SAMURAJ Konin – klub sportowy założony 26 września 2005 r. przez jednego z konińskich mistrzów Ju-jitsu – Adama Borkowskiego. Klub ma swoją siedzibę i biuro w Koninie przy ulicy Harcerskiej. Treningi prowadzone są na sali sportowej MOSiR w Koninie przy ulicy Łężyńskiej.

## Charakterystyka klubu i treningów
W Klubie SAMURAJ Konin prowadzone są treningi z zakresu japońskiej sztuki walki Ju-jitsu, podstaw samoobrony i walki wręcz. Członkami tego klubu są, niezależnie od wieku, wzrostu czy wagi, zarówno mężczyźni, jak i kobiety. Zajęcia w klubie prowadzone są także dla dzieci. Wynika to nie tylko z jakości technik Ju-jitsu, ale również z prowadzonych, równorzędnie z technikami ćwiczeń ogólnorozwojowych, zajęć korekcyjnych, zabaw ruchowych, tzw. technik wewnętrznych – medytacji oraz ćwiczeń oddechowych, czy organizowanych przedsięwzięć, takich jak: pokazy, zawody, letnie obozy sportowe.
Klub SAMURAJ Konin bierze udział w wielu zawodach sportowych rangi mistrzostw krajowych i europejskich, konsultacjach i szkoleniach, pokazach dla szkół, organizacji społecznych.

## Mistrzowie klubu
Mistrzowie UKS SAMURAJ Konin:
- Shihan Adam Borkowski (6 DAN Ju-Jitsu)
- Sensei Marika Zalewska (2 DAN Ju-Jitsu)
- Sensei Przemysław Kaczmarek (1 DAN Ju-Jitsu)
- Sensei Jacek Michalski (1 DAN Ju-Jitsu)
- Sensei Szymon Piotrowski (1 DAN Ju-Jitsu)
- Sensei Tomasz Siwko (1 DAN Ju-Jitsu).

Zaprzyjaźnieni mistrzowie:
- Soke Wojciech Malczak (10 DAN Ju-Jitsu) – nestor i prekursor konińskiego Ju-Jitsu, szef Konińskiego Centrum Ju-Jitsu
- Shihan Michał Radziemski (6 DAN Ju-Jitsu) – założyciel i lider Klubu Sportów Walki „BUSHIDO”
- Renshi Sylwester Żarczyński (5 DAN Ju-Jitsu) – założyciel i lider Klubu Sportów Walki „AKAYAMA”[2][1][4].

## Najważniejsze osiągnięcia
Zawodnicy klubu od lat biorą aktywny udział w najwyższych rangą zawodach sportowych, osiągając duże osiągnięcia i miejsca medalowe. Startują w wielu konkurencjach, m.in. Ju-jitsu kata, Ju-jitsu mixed-kumite, u-jitsu fighting i grappling. Do najważniejszych zawodów należy zaliczyć:
- Mistrzostwach Europy IMAF (3 x I miejsce zawodników klubu)
- Mistrzostwa Polski IMAF w Sztukach Walki
- Mistrzostwa Polski Polskiej Akademii Ju-Jitsu
- Puchar Polski Ju-Jitsu IMAF
- Drużynowe Mistrzostwa Polski / Grand Prix IMAF

Ponadto zawodnicy klubu wielokrotnie byli nagradzani za swoje osiągnięcia sportowe stypendiami sportowymi, a także nagrodami Prezydenta Miasta Konina oraz „Przeglądu Konińskiego” w plebiscytach na najlepszego i najpopularniejszego sportowca regionu konińskiego.

## Członkostwo
Klub jest oficjalnym członkiem:
- Międzynarodowej Federacji Sztuk Walki – IMAF Polska,
- Polskiej Konfederacji Jiu Jitsu,
- Konińskiego Centrum Ju-Jitsu.